# ناجی شنسوی
ناجی شنسوی (الگو:Lang-sh-Latn-Cyrl؛ زادهٔ ۲۰ فوریهٔ ۱۹۵۸) بازیکن فوتبال اهل ترکیه است.
از باشگاه‌هایی که در آن بازی کرده‌است می‌توان به باشگاه ورزشی وان‌اسپور اف‌کی و باشگاه فوتبال مانیسااسپور اشاره کرد.